# Intelsat II F-1
O Intelsat II F-1 foi um satélite de comunicação geoestacionário construído pela Hughes, ele era de propriedade da Intelsat, empresa atualmente sediada em Luxemburgo. O satélite foi baseado na plataforma HS-303A e sua vida útil estimada era de 3 anos.

## História
O Intelsat II F-1 fazia parte da série Intelsat II, que marcou à terceira geração de satélites de comunicações desenvolvido pela Hughes. Na época eles eram os maiores satélites já lançados em órbita síncrona para a operação comercial.
Os satélites Intelsat II, além de fornecer operação comercial, desde os serviços de apoio de comunicação para o programa de aterrissagem lunar tripulada da NASA. Os três satélites da série permaneceu em serviço contínuo durante todo o seu período de vida útil de três anos, eles estão agora aposentados.
O primeiro satélite da série foi o Intelsat II F-1, lançado em 1966, para ser colocado por cima do Pacífico, mas o mesmo não conseguiu alcançar à órbita síncrona, quando o motor de impulso de Apogeu parou de funcionar aproximadamente 4 segundos após a ignição. O tempo de queima normal teria que ser de 16 segundos. Apesar da sua órbita não sincrônica, o satélite foi utilizado para a transmissão de televisão ao vivo e outro tráfego de comunicações.
A superfície exterior do satélite foi coberta com 12,756 n/p de células solares de silício. Estes forneciam 85 W de energia elétrica, em condições normais de operação. Era equipado com dois transponders.

## Lançamento
O satélite foi lançado ao espaço no dia 26 de outubro de 1966, às 23:05:00 UTC, por meio de um veículo Delta E1 a partir da Estação da Força Aérea de Cabo Canaveral, na Flórida, EUA. Após problemas na órbita de transferência resultou que o satélite acabou ficando em uma órbita elíptica. Tinha uma massa de lançamento de 162 kg.